# Réhabilitation urbaine
Pour les articles homonymes, voir Réhabilitation.
Dans le domaine de l'urbanisme et de l'architecture, la réhabilitation désigne au sens large le fait de réaménager un local, un bâtiment ou un lieu (quartier, friche, espace vert...). Elle consiste à garder l'aspect extérieur du bâtiment et à améliorer le confort intérieur et économiser l'énergie (réhabilitation énergétique).
La réhabilitation en ville ou conurbation concerne le cadre environnemental des logements et des monuments. On peut parler de réhabilitation thermique pour l'habitat ancien, de réhabilitation environnementale pour des friches polluées, de réhabilitation de quartiers (avec l'ANRU par exemple).

## Enjeux
- Réparations, adaptation aux technologies modernes (assainissement, accessibilité à l'automobile, domotique, écodomotique, éclairage moins nuisant (Cf. pollution lumineuse, sécurité intégrée...), intégration de panneaux solaires, etc., mesures d'adaptation à des dysfonctionnements par exemple dus aux aléas climatiques, à un tremblement de terre, etc.
- Mise en sécurité de circulation publique sur la commune, dans le bâti ou au pied de celui-ci ;
- Mise aux normes légales ou de confort d'éléments d'habitation (individuel, collectif...), intégration de dispositifs dans les édifices publics présentant des dangers pour la santé des occupants ;
- Travaux d'accessibilité aux profits des personnes en situation de handicap ;
- Mise ou remise en valeur de l'histoire d'un bâtiment, d'un quartier, d'une ville, d'un port, etc. par rénovation ou amélioration de son patrimoine architectural[1] ;
- Politique urbaine et foncière (ex :  (France) servant l'intégration sociale ou agissant comme moteur économique);
- développement urbain, que l'on cherche à faire progresser d'une manière équilibrée devant les problèmes  actuels  d'environnement ;'
- changement de configuration d’image (sociale, économique... image de proximité, nationale ou internationale), pour le tourisme notamment.

Ceci conduit la collectivité locale à effectuer les opérations admissibles que sont les requalifications, réhabilitations  d’îlot (France) pour la restauration, rénovation (France).
Ces termes sont utilisés actuellement pour la communication avec le public par des instances de décision politique — y compris pour des espaces non anciens — à la place de celui plus historique de curetage urbain. À l’origine le curetage était un nettoyage des pièces d’eau, des caniveaux et les égouts puis à partir de la  deuxième moitié du XXe siècle, il a désigné aussi  des opérations lourdes touchant le domaine bâti du tissu urbain.
La création du village Saint-Paul au cours des années 1970 par réhabilitation d'un ilot d'immeubles anciens insalubres dans le quartier du Marais à Paris est un exemple de curetage urbain.
Les techniques et les outils de réhabilitation récents ont permis d'effectuer des opérations moins contraignantes que par le passé pour le voisinage immédiat des secteurs repris.
L’aspect incitatif du cofinancement (France) par des instances ministérielles d'état ou de région différentes suivant les caractéristiques particulières des zones touchées n’est pas absent de la motivation de mise en œuvre de la réhabilitation, cet outil de la politique urbaine.

## La réhabilitation de bâtiments
C'est une remise aux normes d'habitabilité actuelle d'un bâtiment ancien. On distingue plusieurs niveaux de réhabilitation :
- Très légère : sans travaux sur les parties communes
- légère : sur les parties communes
- moyenne : des travaux plus complets sur les parties privatives
- lourde : redistribution des pièces, réfection des toitures, travaux touchant les gros œuvres
- exceptionnelle : intervention sur les gros œuvres

Depuis 2006, dans tous les pays européens de l'UE, des exigences minimales sont obligatoires dans la commande publique en matière de performance énergétique pour les constructions de bâtiments neufs ou pour des réhabilitations ;, la directive 2002/91/CE sur la performance énergétique des bâtiments « oblige les États membres à fixer des exigences minimales en matière de performance énergétique des bâtiments neufs et des bâtiments existants de grande taille qui font l'objet de travaux de rénovation importants, aura un impact sur la définition de l’objet et des spécifications techniques du marché de travaux passé dans le cadre de la construction ou de la rénovation de ces bâtiments » [réf. nécessaire].

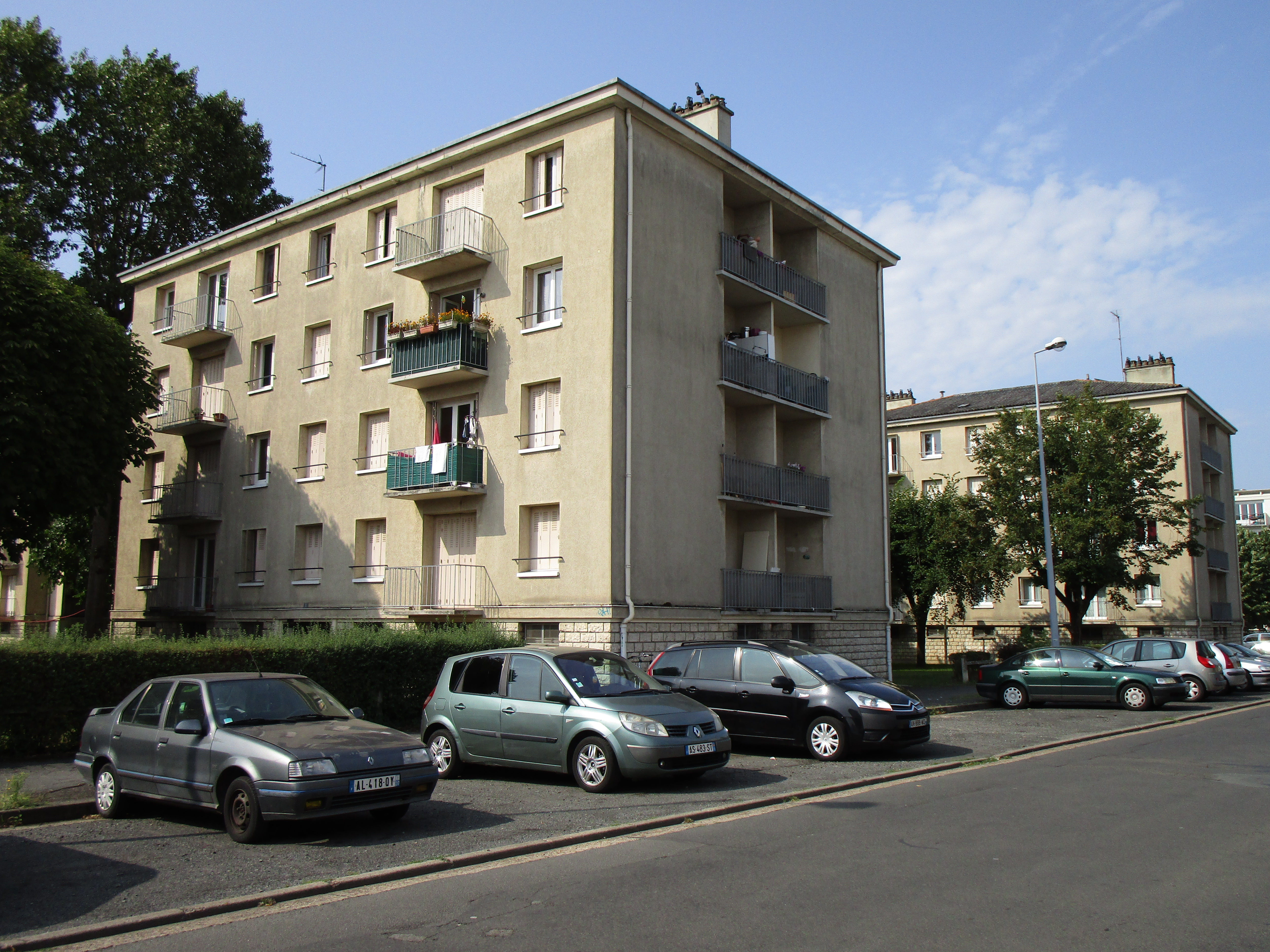
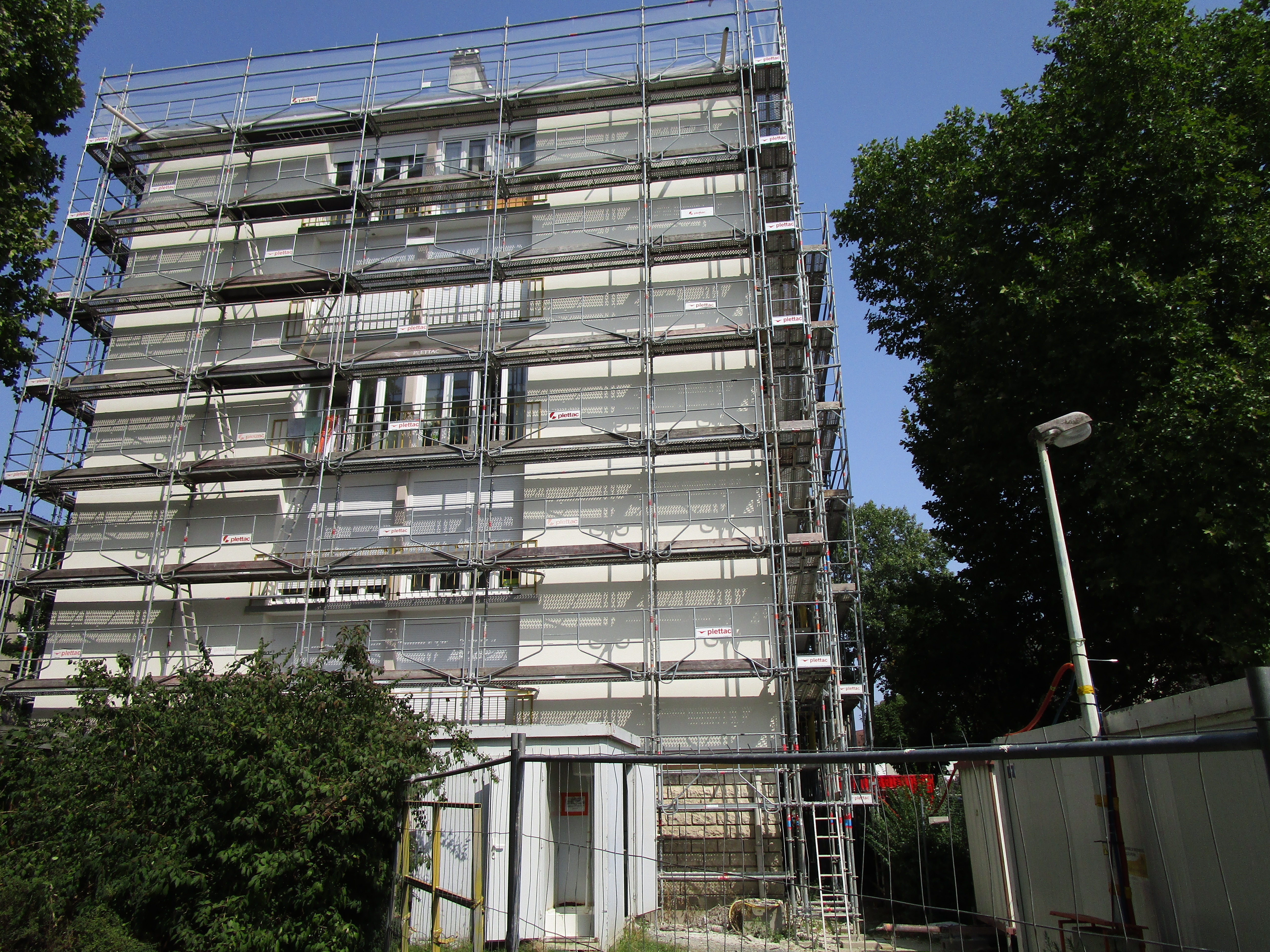
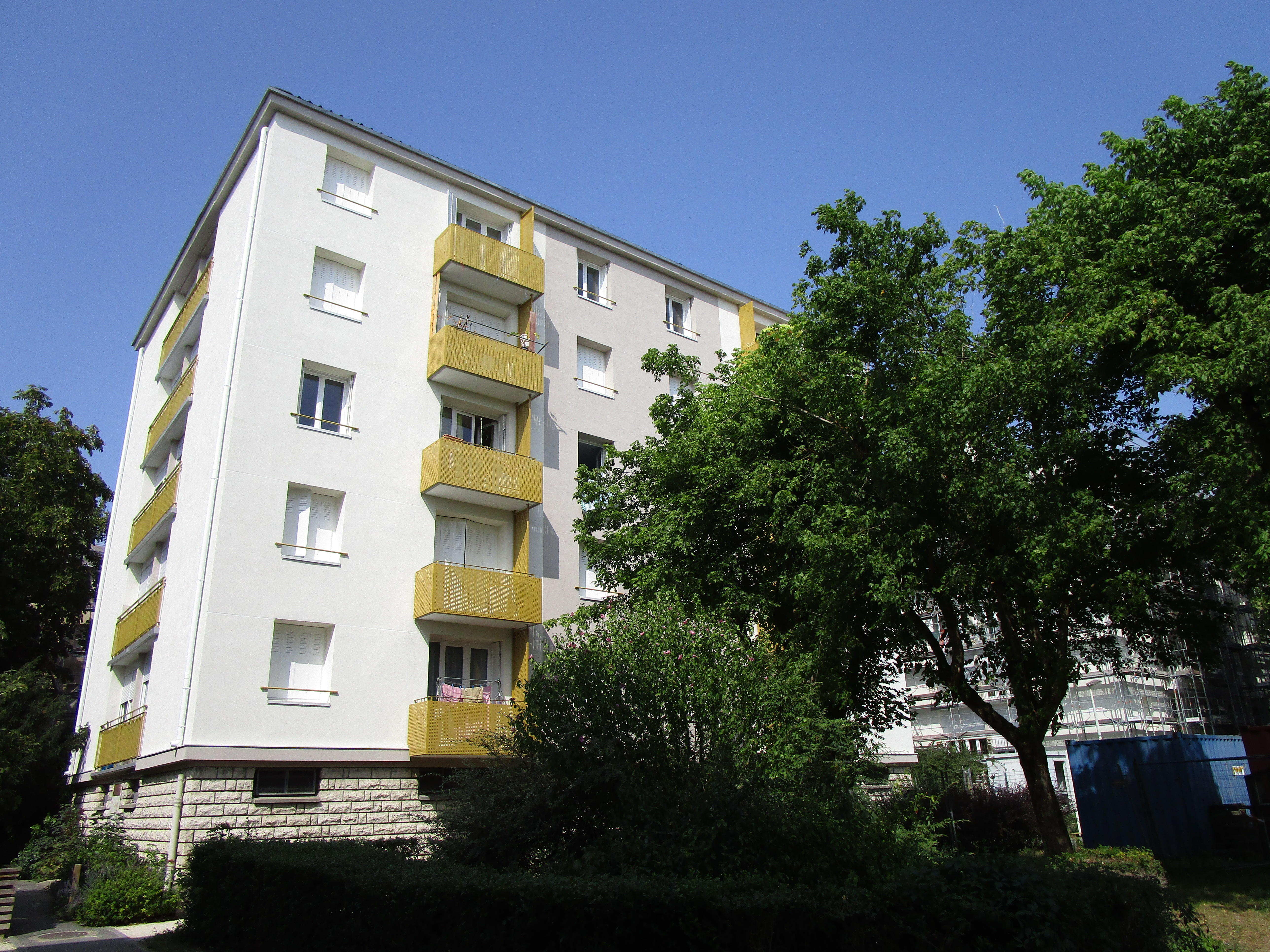